# Fee Badenius
Fee Badenius (* 10. Februar 1986 in Schleswig-Holstein) ist eine deutsche Liedermacherin, Singer-Songwriterin und Komponistin.

## Leben
Fee Badenius stammt aus Lübeck und lebt seit 2006 in Witten im Ruhrgebiet. Sie singt eigene Lieder und begleitet sich dabei mit der Gitarre. Ihre Band bestand aus Kontrabassist Jochen Reichert, Pianist Johannes Still sowie dem Schlagzeuger Christoph Helm.
Im Juli 2017 trat sie bei der ersten Ausgabe des Liedermacherfestivals  Lieder auf Banz in Bad Staffelstein auf.
Zwischen 2010 und 2018 war Badenius als Lehrerin an einer Waldorfschule tätig; seit Ende 2014 ist sie mit dem Kabarettisten René Sydow verheiratet.
Im Mai 2024 kündigte Badenius auf ihrer Webseite an, dass sie und ihre Band sich trennen und sie ab November eine Auszeit auf unbestimmte Zeit nimmt.

## Auszeichnungen

### Kleinkunstpreise
- 2023: Siegtaler Wackes
- 2020: Leverkusener Kleinkunstpreis
- 2018: Bonndorfer Löwe
- 2017: Förderpreis für junge Liedermacher, Jurypreis der Hanns-Seidel-Stiftung
- 2017: Dresdner Satire-Preis, Publikumspreis
- 2017: Silberner Rostocker Koggenzieher[7]
- 2015: WDR Sounds Like Heimat, 1. Preis
- 2015: Sulzbacher Salzmühle, 1. Preis
- 2014: Jugend kulturell, Förderpreis „Kabarett & Co“, 2. Jurypreis im Finale und Jurypreis in der Vorentscheidung in Rostock
- 2013: Obernburger Mühlstein, Jurypreis
- 2013: Bochumer Kleinkunstpreis
- 2012: Bielefelder Kabarettpreis, 2. Platz
- 2011: Meißner Drossel
- 2011: Herborner Schlumpeweck
- 2010: Rhein-Main-Liedermacherwettbewerb, 1. Platz
- 2010: Förderpreis für Nachwuchs, beim Troubadour Chanson und Liedwettbewerb, Stuttgart
- 2009: Förderpreis für Nachwuchs, beim Troubadour Chanson und Liedwettbewerb, Stuttgart

### Slams
- 2. Platz Jahresfinale 2012 Singer Slam Kampf der Künste, Hamburg
- 2. Platz Singer-Songwriter-Slam Münster
- 1. Platz Jahresfinale 2011 Singer Slam Kampf der Künste, Hamburg
- 1. Platz Singer-Songwriter Slam 2011, Münster
- 1. Platz Jahresfinale 2011 Singer-Songwriter Slam Haus III&70 Hamburg
- 1. Platz Musik Unplugged Slam 2010, Lübeck
- 1. Platz Singersongwriterslam 2010, Haus III&70, Hamburg
- 1. Platz Flörsheimer Open Air 2010, Vorentscheid
- 1. Platz Summer Song Slam 2010, Brakel
- 1. Platz Song Slam 2010 im KOHI, Karlsruhe
- 1. Platz Kampf der Künste 2010, Hamburg

## Diskographie
- Feemannsgarn (31. März 2012, Reimkultur Musikverlag)
- Feelosophie (1. Februar 2014, Reimkultur Musikverlag)
- Feederleicht (1. Dezember 2016, Reimkultur Musikverlag)
- Superheldenteam (10. Juli 2020, Retter des Rock Records)
- Von hier an Kind (28. Februar 2022, Retter des Rock Records)